# Gigantochloa densa
Gigantochloa densa là một loài thực vật có hoa trong họ Hòa thảo. Loài này được (E.G. & A.Camus) T.Q.Nguyen mô tả khoa học đầu tiên năm 1990.